# Monteparano
Monteparano är en ort och kommun i provinsen Taranto i regionen Apulien i Italien. Kommunen hade 2 379 invånare (2017).